# Сурми Звитяги
«Сурми Звитяги» — всеукраїнський дитячо-юнацький фестиваль мистецтв.

## Мета і головні завдання фестивалю
Фестиваль «Сурми Звитяги» має на меті широко пропагувати серед дітей та юнацтва найкращі зразки мистецьких творів патріотичного спрямування, що розкривають героїчний шлях національно-визвольної боротьби українського народу в XX столітті, вивчати пісенну спадщину Січового Стрілецтва, Української Галицької Армії, Організації Українських Націоналістів, Української Повстанської Армії, а також сучасну українську молодіжну патріотичну пісню, що звучала під час Революції на Граніті, на Помаранчевому та Євромайданах та Революції Гідності.
Головним завданням фестивалю є:
- популяризувати в молодіжному середовищі українську патріотичну пісню та поезію;
- об'єднати зусилля державних установ, політичних та громадських організацій у справі патріотичного виховання молоді;
- виявити і довести до широкого загалу громадськості справжній стан у сучасній пісенній творчості, сформувати громадську думку стосовно необхідності всебічного сприяння розвитку українського пісенного мистецтва;
- виявити проблеми у популяризації української патріотичної пісні та випрацювати пропозиції щодо їх розв'язання;
- виявити та відзначити найкращі творчі колективи.

## Організатори фестивалю
- Центр Національного Відродження імені Степана Бандери;
- Всеукраїнське товариство «Просвіта» імені Тараса Шевченка;
- Громадська організація «Сурми звитяги»;

За згодою вищеназваних до складу організаторів фестивалю можуть бути докооптовані інші організації, які мають конкретні пропозиції і братимуть участь у реалізації спільно затвердженої програми фестивалю.

## Підготовка, організація та проведення фестивалю
З метою забезпечення ефективної організації та проведення фестивалю організатори створюють оргкомітет фестивалю та призначають журі.
Склад журі та оргкомітету при потребі може бути зміненим у ході підготовки фестивалю. Для проведення першого відбіркового туру створюються оргкомітети на місцях.

## Оргкомітет фестивалю
Оргкомітет фестивалю здійснює весь необхідний обсяг роботи з підготовки, організації та проведення фестивалю.
Оргкомітет призначає виконавчого директора фестивалю та подає на затвердження організаторів персональний склад журі, проводить збір заявок на участь у ІІ турі фестивалю, складає програму його проведення, призначає режисерську групу для заключного концерту, залучає необхідних фахівців для ефективної підготовки та організації фестивалю, відповідає за рекламно-інформаційне та матеріальне забезпечення (преса, радіо, телебачення, призи, дипломи, грамоти, оформлення сцени, озвучення, освітлення тощо).

## Журі фестивалю
Журі визначає та нагороджує найкращі мистецькі колективи та окремих виконавців, дає аналіз творчого рівня виступів, методичні рекомендації керівникам колективів, визначає лауреатів та проводить відбір найкращих номерів на заключний концерт. Члени журі проводять методичні семінари та майстер-класи.

## Учасники фестивалю
До участі у фестивалі запрошуються творчі колективи та окремі виконавці, не старші 25 років. Колективи, що беруть участь у фестивалі, поділяються на дві конкурсні групи. До першої групи включаються колективи загальноосвітніх, музичних і мистецьких шкіл та позашкільних закладів. Вік учасників першої групи не перевищує 16 років.
До другої групи включаються колективи вищих навчальних закладів усіх рівнів акредитації, молодіжних громадських організацій та приватні особи. До цієї ж групи входять колективи змішаного вікового складу. Вік учасників другої групи 17-25 років.
Професійні мистецькі колективи можуть бути залучені до участі як гості фестивалю.

## Основні номінації фестивалю
- Солісти-вокалісти

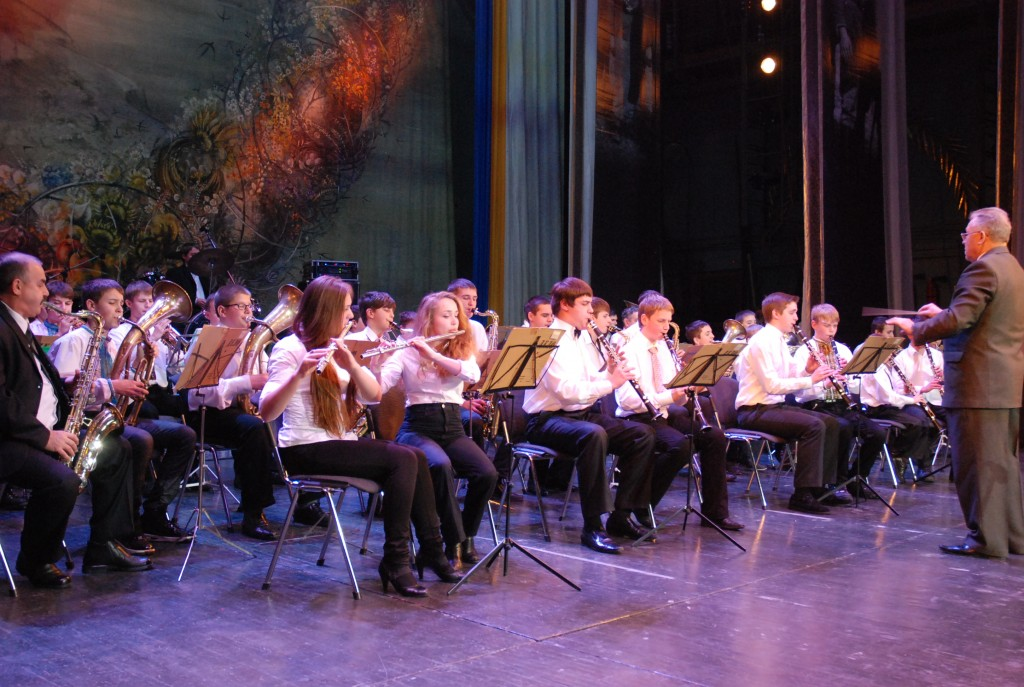
Гала-концерт фестивалю «Сурми Звитяги»

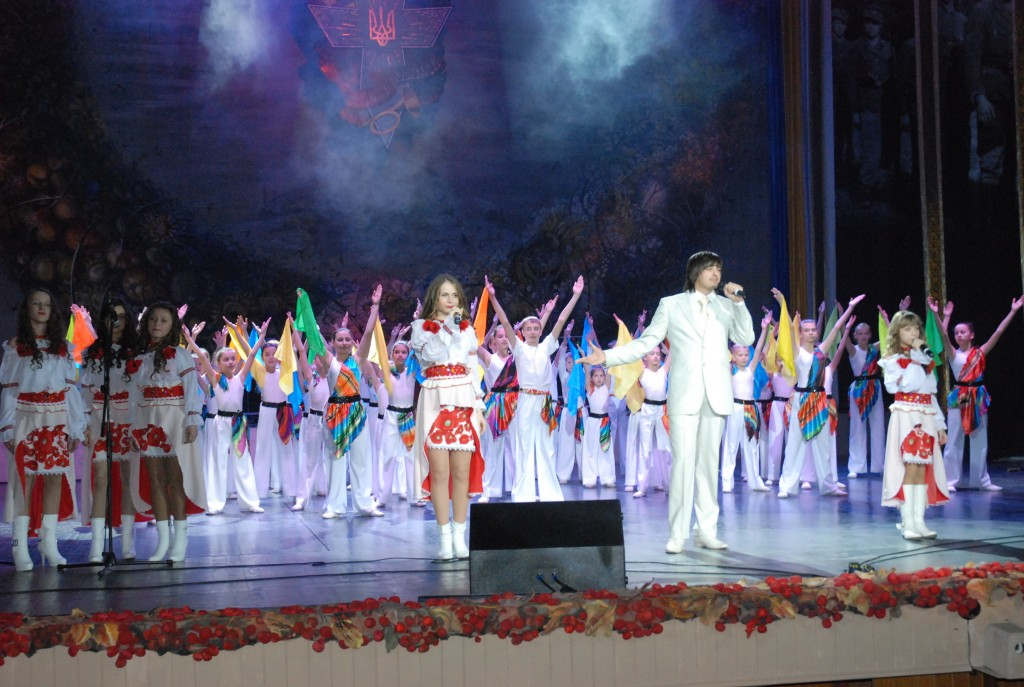
Концерт в оперному театрі м. Львова, фестиваль «Сурми Звитяги»

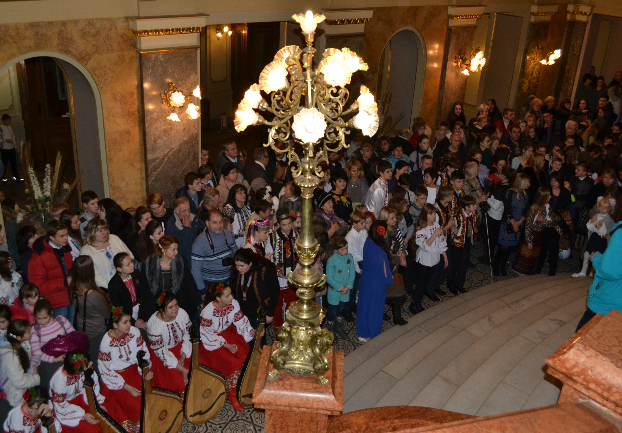
Нагородження переможців фестивалю

- Вокальні та вокально-інструментальні ансамблі
- Хорові колективи, капели та ансамблі бандуристів
- Духові оркестри та інструментальні ансамблі
- Інші заходи

В рамках фестивалю проходять конкурси:
- на найкращу живописну композицію, графічну композицію, листівку, декоративно-тематичну композицію
- конкурс на найкращу героїко-патріотичну хореографічну композицію
- конкурс авторської пісні
- художнє читання
- літературно-музичні композиції

## Засновники та керівництво фестивалю
- Володимир Степанишин, керівник проекту «Сурми звитяги», голова оргкомітету, громадський діяч, один з ініціаторів створення фестивалю та відзначення на Львівщині свята Героїв, голова правління ГО «Сурми звитяги», ГО «Львівське регіональне відділення Інституту державознавства», член ЦНВ ім. Степана Бандери. Експерт виборчого права. Депутат Львівської міської ради IV демократичного скликання. Кандидат наук, доцент Національного лісотехнічного університету України.

- Юрій Антоняк, член оргкомітету, член журі, один з ініціаторів створення фестивалю, громадський діяч, заступник голови правління ГО «Всеукраїнська гвардія революції», член правління ГО «Сурми звитяги». ГО «Львівське регіональне відділення Інституту державознавства». Фізик за освітою, науковець, вчитель. Активіст Українського національно-демократичного, націоналістичного руху з 1989 року. З ім'ям Юрія Антоняка пов'язана діяльність на Львівщині НРУ, КУН, ЦНВ ім. Степана Бандери, ВГО «Наша Україна», ГПО «Українська справа», ГІ «Оновлення країни», ГО «Громадська варта», ГО «Пліч-о-пліч заради майбутнього» тощо. Започатковував відзначення на Львівщині свята Героїв.

- Ігор Стефанишин, член оргкомітету, депутат Львівської обласної ради VI демократичного скликання, член правління ГО «Сурми звитяги», ГО «Львівське регіональне відділення Інституту державознавства».

- Мирослав Скорик, голова журі (2001—2013 рр.), композитор і музикознавець, Герой України, народний артист України, лауреат премії ім. Т. Г. Шевченка, член-кореспондент Академії мистецтв України, професор Національної музичної академії України та Львівської Національної музичної академії ім. М.Лисенка, художній керівник Київської опери (з 2011 р.).

- Віктор Камінський, голова журі (2014 р.), заслужений діяч мистецтв України, професор, проректор Львівської Національної музичної академії ім. М.Лисенка, композитор, лауреат Національної премії України ім. Т.Шевченка.

Залишились в історії фестивалю :
- Мирон Лукавецький, головний режисер гала-концерту фестивалю (1999—2012 рр.), доцент, Заслужений діяч мистецтв України і Росії

- Юрій Антків, член журі, композитор, диригент, педагог, автор монографії «Пісні українських повстанців»

## Додаткова інформація
У 2010 р. голова постійної комісії молодіжної політики та спорту Юрій Кардашевський повідомив, що освітянам надійшло розпорядження, що дитячо-юнацький Фестиваль мистецтв «Сурми звитяги», який проводитиметься у Львові вже в одинадцятий раз (на момент розпорядження), слід ліквідувати та замінити грою «Зірниця». У той же час, на сайті Міносвіти з'явилася інформація під заголовком «Рада Організації ветеранів України підтримує проведення військово-патріотичної гри „Зірниця“». У повідомленні йдеться про те, що на ім'я Табачника надійшов лист від голови Ради Організації ветеранів України, народного депутата, комуніста Петра Цибенка щодо військово-патріотичної гри «Зірниця». Тим не менше, Фестиваль «Сурми Звитяги», що був започаткований як фестиваль-конкурс української патріотичної пісні переріс у повноцінний фестиваль мистецтв, та розвивався і надалі.
Після подій Євомайдану Міністр освіти і науки України Сергій Квіт написав листа, на підтримку фестивалю, текст якого можна прочитати тут